# Аплачкин, Артём Игоревич
Артём Игоревич Аплачкин (род. 1 сентября 1991 года, Корболиха) — российский легкоатлет, специализирующийся в беге на длинные дистанции, марафоне и полумарафоне. Чемпион России 2013 года. Мастер спорта России по лёгкой атлетике.

## Биография
Артём Игоревич Аплачкин родился 1 сентября 1991 года в селе Корболиха Алтайского края. Начал заниматься лёгкой атлетикой у тренера Сергея Мануйлова после поступления в Алтайскую педагогическую академию. Затем тренировался у Сергея Александровича Осипова и Андрея Юрьевича Крупорушникова.
В 2012 году выиграл первенство России среди молодёжи на дистанции 10 000 метров, а по окончании сезона решил участвовать в марафоне. В сентябре 2012 года на Московском международном марафоне мира показал результат 2:13:10, заняв первое место среди молодёжи и четвёртое в абсолютном зачёте. В 2013 году занял 15 место на Римском марафоне и 3 место в командном зачёте на Универсиаде в Казани.
Женат на многократной чемпионке России Светлане Аплачкиной (Рязанцевой). 6 апреля 2017 года у них родился сын Степан.

## Основные результаты

### Международные
| Год  | Соревнования               | Место проведения  | Дисциплина      | Место | Результат |
| ---- | -------------------------- | ----------------- | --------------- | ----- | --------- |
| 2012 | Чемпионат Европы по кроссу | Будапешт, Венгрия | кросс 8,05 км   | 73    | 26:40     |
| 2012 | Чемпионат Европы по кроссу | Будапешт, Венгрия | командный зачёт | 9     | 163       |
| 2013 | Римский марафон            | Рим, Италия       | марафон         | 15    | 2:20:51   |
| 2013 | Универсиада                | Казань, Россия    | полумарафон     | 10    | 1:05:49   |
| 2013 | Универсиада                | Казань, Россия    | командный зачёт | 3     | 3:16:38   |
| 2013 | Чемпионат Европы по кроссу | Белград, Сербия   | кросс 8 км      | 40    | 25:01     |
| 2013 | Чемпионат Европы по кроссу | Белград, Сербия   | командный зачёт | 5     | 139       |

### Национальные
| Год  | Соревнования                 | Место проведения | Дисциплина  | Место | Результат |
| ---- | ---------------------------- | ---------------- | ----------- | ----- | --------- |
| 2012 | Чемпионат России             | Омск             | полумарафон | 5     | 1:04:53   |
| 2013 | Чемпионат России             | Москва           | марафон     | 1     | 2:15:23   |
| 2014 | Чемпионат России             | Уфа              | полумарафон | 2     | 1:05:21   |
| 2014 | Чемпионат России             | Ерино            | 10000 м     | 10    | 29:28,38  |
| 2015 | Чемпионат России             | Новосибирск      | полумарафон | 4     | 1:05:55   |
| 2016 | Чемпионат России в помещении | Москва           | 5000 м      | 13    | 14:12,22  |
| 2016 | Чемпионат России             | Ярославль        | полумарафон | 2     | 1:04:08   |
| 2017 | Чемпионат России в помещении | Москва           | 5000 м      | 7     | 14:27,22  |
| 2017 | Чемпионат России             | Жуковский        | кросс 8 км  | 4     | 23:46     |
| 2017 | Чемпионат России             | Жуковский        | 10000 м     | 8     | 29:26,39  |
| 2017 | Чемпионат России             | Волгоград        | марафон     | —     | DNF       |
| 2018 | Чемпионат России в помещении | Москва           | 3000 м      | 19    | 8:11,36   |
| 2018 | Чемпионат России в помещении | Москва           | 5000 м      | 4     | 14:05,36  |
| 2018 | Чемпионат России             | Волгоград        | марафон     | 5     | 2:15:34   |